# Okarche, Oklahoma
Okarche, Oklahoma (енгл. Okarche) град је у америчкој савезној држави Оклахома.

## Демографија
По попису из 2010. године број становника је 1.215, што је 105 (9,5%) становника више него 2000. године.
| Група             | 2000.         | 2010.         |
| Белци             | 1.039 (93,6%) | 1.095 (90,1%) |
| Афроамериканци    | 6 (0,5%)      | 7 (0,6%)      |
| Азијати           | 3 (0,3%)      | 0 (0,0%)      |
| Хиспаноамериканци | 23 (2,1%)     | 66 (5,4%)     |
| Укупно            | 1.110         | 1.215         |